# Houkago Overflow
«Houkago Overflow» (放課後オーバーフロウ?) es el decimotercer sencillo de la cantante y seiyū japonesa Megumi Nakajima, y el quinto sencillo de Megumi como Ranka lanzado al mercado el día 26 de enero del año 2011.

## Detalles
En este sencillo se presentan las canciones de Ranka Houkago Overflow en el lado A y Get it on-flying rock en el lado B del CD interpretada junto con Sheryl (May'n).
Houkago Overflow es el segundo sencillo oficial de Ranka en Macross Frontier después de Seikan Hikou.
La canción Houkago Overflow ha sido utilizada para promocionar la segunda parte de la película de Macross Frontier, Gekijouban Macross F ~Sayonara no Tsubasa~. Del mismo modo la segunda pista del sencillo ha sido usada para promocionar el nuevo videojuego de Macross Frontier para la PSP titulado Macross Triangle Frontier.

### Lista de canciones (VTCL-35111)
Toda la música compuesta por Yoko Kanno. 
| N.º   | Título                                                  | Letras                     | Vocalistas                                                   | Duración |  |
| 1.    | «Houkago Overflow (放課後オーバーフロウ?)»              | Gabriela Robin             | Ranka Lee = Megumi Nakajima                                  | 5:30     |  |
| 2.    | «Get it on - flying rock»                               | Tim Jensen, Gabriela Robin | Ranka Lee = Megumi Nakajima feat. Sheryl Nome starring May'n | 4:21     |  |
| 3.    | «Houkago Overflow (w/o ranka lee)»                      |                            |                                                              | 5:30     |  |
| 4.    | «Get it on - flying rock (w/o sheryl nome & ranka lee)» |                            |                                                              | 4:16     |  |
| 19:37 |                                                         |                            |                                                              |          |  |